# 사쿠라바 리키
사쿠라바 리키(일본어: 櫻庭 立樹, 1999년 10월 13일~)는 일본의 축구 선수이다.

## 구단 경력
그는 2022년 일본 풋볼 리그의 FC 오사카에 입단했다. 2022년 일본 풋볼 리그 준우승으로 J3리그로 승격했다. 2024년 가이나레 돗토리로 이적했다.